# Копойно
Копойно (пол. Kopojno) — село в Польщі, у гміні Заґурув Слупецького повіту Великопольського воєводства.
Населення — 508 осіб (2011).
У 1975-1998 роках село належало до Конінського воєводства.

## Демографія
Демографічна структура станом на 31 березня 2011 року:
|          | Загалом | Допрацездатний вік | Працездатний вік | Постпрацездатний вік |
| -------- | ------- | ------------------ | ---------------- | -------------------- |
| Чоловіки | 259     | 58                 | 168              | 33                   |
| Жінки    | 249     | 45                 | 143              | 61                   |
| Разом    | 508     | 103                | 311              | 94                   |